# Ruciane-Nida
Ruciane-Nida est une ville de Pologne, située au nord-est du pays, dans la voïvodie de Varmie-Mazurie. Elle est le chef-lieu de la gmina de Ruciane-Nida, dans le powiat de Pisz.